# 粗网裂螺
粗网裂螺（学名：Emarginula eximia），是原始腹足目裂螺科边罅螺属的一种。主要分布于中国大陆、台湾，常栖息在低潮线下。